# Политическая психология
Полити́ческая психоло́гия — междисциплинарная наука на стыке психологии, политологии и социологии. Основная задача политической психологии − изучение закономерностей политического поведения и сознания.  Предметом изучения политической психологии являются  психологические компоненты политического поведения человека, касающееся проблем как внешней политики (война, терроризм, политические решения, этнические конфликты, восприятие партнёров переговоров), так и внутренней (политическое участие, дискриминация меньшинств, формирование политических ориентаций), исследование которых позволяет применить психологическое знание к объяснению политики. Методы, которые используются в политической психологии, ориентированы по преимуществу на анализ индивидуального поведения (контент-анализ, интервью, фокус-группы, тесты, экспертные оценки).

## Политическая психология — раздел политологии
Политическая психология почти сразу была признана перспективной областью исследования в мировой политической науке. Да и в отечественной литературе, несмотря на идеологические табу, первые разработки появились еще в годы хрущевской «оттепели» (вторая половина 50-х гг.), хотя её официальное признание как составной части политической науки состоялось лишь в 90-е гг. — годы перестройки.
Политическая наука проявила всемерную заинтересованность прежде всего в разработке таких проблем, которые связаны с субъективной стороной политического процесса и имеют прямое отношение к области политической психологии: ценности политических культур, настроения и ожидания избирателей, психологические особенности политического лидерства и элит, особенности национального характера разных народов и этнических групп, причины возникновения и разрешения политических конфликтов, формирование имиджа политических деятелей и др.

## Школы политической психологии в России

### Петербургская (ленинградская) школа
Основоположником Петербургской школы политической психологии стали профессор кафедры политической психологии СПбГУ Александр Юрьев. Кафедра была основана в 25 сентября 1989 года.

#### Предпосылки создания кафедры политической психологии
Появление любой кафедры является производным от потребностей времени, оформленных политическими решениями. Появления политической психологии было обусловлено начавшейся в 1985 году перестройкой Михаила Горбачева. Перестройка создала условия для психологического исследования политического человека, которые оборвались на В.М.Бехтереве. Так же как космонавтика значительно повлияла на развитие [инженерной психологии], так и перестройка спровоцировала запрос на исследования психологических оснований происходящих политических событий. Многие психологи стали интересоваться этими вопросами и обсуждали их в личных беседах. Содержание таких бесед стало известно руководству Ленинградского обкома КПСС. В связи с чем Александр Юрьев был приглашен в Смольный для объяснений, результатом которых стало предложение произвести психологическое исследование кадрового резерва ЛО КПСС, состоящее тысячи будущих политиков по аналогии с психологическими исследованиями кандидатов в космонавты. 
Для выполнения этой работы был сформирован студенческий научный отряд (СНО), как аналог студенческого строительного отряда (ССО). Была проведена адаптация психологических методик для этой цели. В течение лета 1985 года молодые люди из кадрового резерва ЛО КПСС проходили психологическое тестирование. Кроме тестирования проводились практические занятия на базе пансионата Выборгского судостроительного завода. К осени эта работа была завершена, и сдана секретарю Выборгского ГК КПСС Шляхтову В.А. Психолого-политические характеристики на каждого из тысячи обследованных кандидатов на выдвижение были сданы. Причем, каждая характеристика была зашифрована в соответствии с Этическим Кодексом психолога, поэтому к документам прилагалась шифровальная тетрадь, которую надо было хранить отдельно.
Создание теоретической и методической базы политической психологии продолжилось после очередного приглашения Александра Юрьева в Смольный к первому секретарю ОК КПСС Ю.Ф. Соловьеву. Александр Юрьев доложил свое мнение о перспективах политической ситуации в стране с точки зрения психологии: по психолого-политическим прогнозам дни существования КПСС и СССР ограничены 1990 годом. Соловьев потребовал научных доказательств этих прогнозов. Именно эта встреча, по мнению Александра Юрьева, положила начало легализации отечественной политической психологии. 
Обком КПСС разрешил создать при Высшей партийной школе в Таврическом дворце рабочую группу для разработки совершенно новых программ работы с политическими кадрами. Группу возглавил заведующий кафедрой партийного строительства ВПШ В.В. Цалобанов.

#### Разработка теоретической и методической базы политической психологии
Будущий коллектив кафедры политической психологии избрал своей теоретико-методической основой разработки В.М. Бехтерева, изложенные в "Коллективной рефлексологии" и других его работах, междисциплинарный подход к изучению психики человека Б.Г.Ананьева, системные описания в психологии, предложенные В.А.Ганзеном, анализ психологии деятельности Г.В. Суходольского. 
В основу ленинградской школы политической психологии были положены теоретические основы ее основателя – академика Б.Г.Ананьева и развитие его идей в работах проф. В.А.Ганзена, работа Бориса Герасимовича «Очерки психологии», изданная в 1945 году в Ленинграде и монография Владимира Александровича «Системное описание психологии», вышедшая почти 30 лет спустя (1984), работа Г.Тарда ("Преступления толпы",1903), В.К.Случевского ("Толпа и ее психология", 1893), И.И.Добровольского "Психология преступной толпы" (1894), еще в 1893 г. были переведены на русский язык труды С.Сиголе "Преступная толпа", Г.Лебона "Психология народов и масс" и др. 
Классического человека, как он понимался в ленинградской психологической школе, необходимо было рассматривать, как [«человека политического»]. В тот момент нам было неизвестно, что понятие «политического человека» уже введено в зарубежной психологии С. Липсетом (Lipset S. Political Man. The Social Bases of Politics. The Johns Hopkins Univ.Press., 1959/1988., Political Man: The Social Bases of Politics. Garden City, NY: Doubleday, 1960.). 
Основной идеей политической психологии стала замена понятия «развитие» на понятие «изменения». Под изменением понималась глобализация, которую СССР не мог ни контролировать, ни управлять ею, ни прогнозировать ее. По расчетам СССР уже лет 15, как выпал из мирового политического процесса и мог занять свое место в мировой политике ценой огромных потерь, к которым было необходимо психологически адаптировать страну, и в первую очередь ее руководителей. 
Представление каким образом политика влияет на человека было последовательно представлено в монографиях А.И.Юрьева "Введение в политическую психологию" (Л., 1992), “Системное описание политической психологии” (СПб, 1997) и в коллективной монографии сотрудников кафедры под редакцией А.И.Юрьева «Стратегическая психология глобализации. Психология человеческого капитала» (СПб, 2006). 

#### Апробация теоретико-методических положений политической психологии на практике
Предложение ЛО КПСС осуществить психолого-политическую переподготовку партийных кадров к глобальным изменениям в стране и в мире оформилось в создание «неформальной партийной школы» вне стен ВПШ (Высшей Партийной Школы) в обкомовском пансионате «Дюны» под Сестрорецком в 1987 году. Опыта подобной работы не было. Самым острым вопросом были кадры, понимающие суть дела и способные работать практически круглосуточно на вполне конкретный результат – модификацию политического поведения слушателей. 
Технология работы в школе политической психологии в «Дюнах», а потом и на подготовке будущих Представителей Президента РФ, кандидатов в Губернаторы РФ и других учащихся, заключалась в том, что у них осуществлялась замена «психологических механизмов защиты» на «психологические механизмы политического действия». Формируемые «психологические механизмы действия» были направлены на эффективное рациональное поведение в условиях глобальных изменений в стране. Необходимо было исключить реакции стресса, ступора, проявления истерики или невроза на инновации любого рода. Для этого осуществлялось предварительное фундаментальное психологическое тестирование (Коновалова М.А.), медосмотры, наблюдение за слушателями в процессе тренинга (Коблянская Е.В., Лабковская Е.Б., Амосенко О.В.), работа в вечерних дискуссионных спаррингах (Васильев В.К., Анисимова Т.В.), индивидуальное психологическое консультирование (Коновалова М.А.). 
После окончания занятий была выпускная работа в виде публичной спарринг-дискуссии под запись перед телекамерой. С одной стороны были выпускники группы, которых подготовили сотрудники кафедры, с другой стороны – их убежденные, даже ненавидящие их политические противники с митингов около стадиона Кирова, со стадиона «Локомотив», из Михайловского садика, от Румянцевского обелиска и т.д. 
Практическая значимость этой работы проявилась в самые трудные для города моменты: в кровавые для Москвы дни 1991 и 1993 годов в Ленинграде не пролилась ни одна капля крови: те, кто принимал решения, задолго до путча знали, что произойдет с ними и со страной, как это будет происходить. Политическая психология подтвердила свое право на стратегический прогноз без знания какой-либо оперативной или украденной информации. 

#### Организация кафедры политической психологии
Только после девяти лет практической работы когда была доказано реальная польза политической психологии на практике, встал вопрос о создании кафедры политической психологии в ЛГУ. Для этого требовалось получить разрешение Плановой комиссии Ленгорисполкома на введение ставок преподавателей и научных сотрудников для новой кафедры. В этом помогли Ю.Ф. Соловьев, Г.И.Баринова (зав. отделом пропаганды), Ю.А.Денисов (секретарь ЛО КПСС по идеологии). 
В университете создание кафедры политической психологии поддерживал ректор ЛГУ С.П. Меркурьев и позже сменившая его Вербицкая Л.А. Затем начиналась переписка руководства Минвуза РСФСР и ЛГУ и только после этого была получена разрешительная документация от Минвуза РФ. На основании этих документов уже руководство университета приняло решение об организации кафедры и лаборатории “политическая психология”. И только когда этот путь был пройден, на факультете психологии в Ленинградском университете была открыта специализация «политическая психология» 25.09.1989 (протокол N7 заседания Б.Уч.Совета ЛГУ “об органиазции кафедры и лаборатории “политическая психология” . Подписали С.П.Меркурьев, В.А.Зубков.).

#### Международное признание ленинградской школы политической психологии
После открытия кафедры политической психологии в ЛГУ, научный коллектив получил приглашение на Всемирный съезд политических психологов (ISPP) в США в июле 1990 года. Доклады отечественных психологов переводил Энест Борисович Ширяев. Позднее он стал сотрудником кафедры политической психологии университета Дж.Вашингтона, а ныне возглавляет The Center for Global Studies (CGS) at George Mason University (was founded to promote multidisciplinary research on globalization and international affairs). 
После участия в съезде политических психологов нам стало ясно, что без внимательного изучения постановки дела в американских университетах преподавание политической психологии не поставить. Поэтому всех преподавателей кафедры отправили на стажировку в США в университет «Хофстра», который был научным партнером кафедры. 
В Хофстре преподаватели овладели компьютером (у нас их почти не было), их технологией экспериментальных исследований, формой и процедурами преподавания, которые не были приняты в России. 
С помощью декана психологического факультета университета «Хофстра» проф. Ховард Кассинов в библиотеке университета была найдена и распечатана вся библиография по политической психологии, сняты ксерокопии с ключевых учебников по политической психологии на английском языке. 
Позднее, Александр Юрьев в качестве консультанта главы Правительства РФ я и Коновалова М.А. участвовали в очередной международной конференции политических психологов в Испании, в г. Сант-Яго-де-Кампостелло. Вместе с ними на съезд были направлены еще два консультанта В.С. Черномырдина, которые очень удивились тому, что увидели и услышали. Например, доклад профессор Бетти Глад подтвердил предположения о прямом участии американских политических психологов в разработке политической стратегии США, включая стратегию в отношении России. 
Доклады сотрудников кафедры политической психологии ЛГУ на конференциях ISPP (Вашингтон, 1990; Сант-Яго-де Кампостелло, 1995; Вашингтон, 1993 и др.) были приняты международным сообществом политических психологов, а учебные и научные планы кафедры политической психологии были утверждены Ученым Советом факультета психологии. Таким образом отечественные специалисты по политической психологии были приняты в новое для себя профессиональное сообщество.

### Московская школа политической психологии

##### Кафедра политической психологии МГУ
Кафедра была создана в 2000 году на отделении политологии философского факультета Московского государственного университета имени М.В. Ломоносова. В 2008 году кафедра вошла в состав факультета политологии и была переименована в кафедру социологии и психологии политики. В 2008 году на базе кафедры была открыта образовательная программа «Политическая коммуникативистика». На протяжении всего периода работы кафедрой руководит – Елена Борисовна Шестопал, доктор философских наук, профессор. 

##### Кафедра акмеологии и психологии профессиональной деятельностиРанХИГС
Кафедра была создана под руководством профессора Анатолия Деркач. 

## Современное состояние западной политической психологии
Фундаментальные и систематические теоретические разработки в области психологии политики начались в 60-е гг. в США под влиянием «поведенческого движения». Тогда для изучения проблем международной политики при Американской психиатрической ассоциации была создана группа, преобразованная в 1970 г. в Институт психиатрии и внешней политики. В 1968 г. в Американской ассоциации политических наук (American Association of Political Science) был основан исследовательский комитет по политической психологии (Research Committee in Political Psychology), на основе которого в 1979 г. было организовано Международное Общество политических психологов, уже получившее статус международного (International Society of Political Psychology, ISPP Архивная копия от 12 января 2013 на Wayback Machine). Это Общество издает свой журнал Political Psychology. В настоящее время публикации, посвященные политико-психологической проблематике, появляются во всех престижных изданиях по политологии и психологии. В ISPP сейчас насчитывается более 1000 членов практически со всех континентов; ежегодно проводятся собрания, на которых рассматриваются наиболее актуальные теоретические проблемы — такие, например, как «Психологические аспекты политики изменения», «Национальное строительство и демократия в мультикультурных обществах». В 1999 г. ежегодное собрание, созванное в Амстердаме, было посвящено теме «Глобальное или местное столетие? Конфликт, коммуникация, гражданство», а в 2001 г. ежегодное собрание, прошедшее в Куэрнаваке (Мексика), — теме «Язык политики, язык гражданства, язык культуры». В 2002 г. тема годичного собрания: «Язык и политика».
Хотя политическая психология получила действительно международное признание, большая часть исследователей живет и работает все же в США или Канаде. Назовем имена лишь нескольких крупных ученых, таких как М. Херманн, Р. Сигел, Д. Сире, С. Реншон, Ф. Гринстайн, А. Джордж, Р. Такер, Дж. Пост, Б. Глэд, Р. Кристи, С. Макфарланд, К. Монро и др.

## Перспективы политической психологии в России
Сейчас в России десятки исследователей ведут как фундаментальные, так и прикладные исследования, занимаются одновременно аналитической и консультативной работой. Особенно востребованы эти специалисты в период выборов, во время которых они способны просчитать ситуацию не на глазок, а с использованием специального научного инструментария.
Созданы специальные научные подразделения в области политической психологии в Москве и Санкт-Петербурге. Кафедра политической психологии на психологическом факультете Санкт-Петербургского университета в 1999 г. отметила своё десятилетие. В 2000 г. в МГУ им. М.В. Ломоносова на отделении политологии открылась кафедра политической психологии. Курсы лекций читаются во многих отечественных университетах. Изданы первые учебные пособия по политической психологии*. В 1993 г. была создана Российская ассоциация политических психологов, которая является коллективным членом ISPP. Предмет «политическая психология» в настоящее время входит в государственный стандарт по подготовке политологов. По этой специальности ВАКом присваиваются ученые степени по двум наукам: психологии и политологии. Таким образом, можно сказать, что данная дисциплина получила институциональное признание и постепенно завершает начальную стадию своего становления.